# Leucula simplicaria
Leucula simplicaria är en fjärilsart som beskrevs av Achille Guenée 1858. Leucula simplicaria ingår i släktet Leucula och familjen mätare. Inga underarter finns listade i Catalogue of Life.